# نوكيا ستور
نوكيا ستور (بالإنجليزية: Nokia Store)‏ ، هي موقع إلكتروني خاص للهواتف المتعلقة لشركة نوكيا، حيث يتم تحميل التطبيقات والصور سواءاً بالأسعار الرمزية أو بعض التطبيقات المجانية، أنطلقت في شهر مايو سنة 2009م، وتوقفت في عقد 2010م.